# Rozchodnik sześciorzędowy

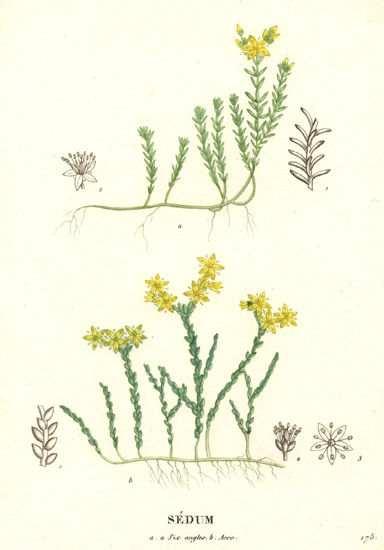
Morfologia (u góry rozchodnik sześciorzędowy, u dołu – ostry)

Rozchodnik sześciorzędowy (Sedum sexangulare) – gatunek rośliny należący do rodziny gruboszowatych (Crassulaceae). Występuje w stanie dzikim we wschodniej, południowo-wschodniej, środkowej Europie i w Szwecji, brak go w zachodniej części Europy. W Polsce jest dość pospolity. Jest także uprawiany jako roślina ozdobna.

## Morfologia
PokrójRoślina darniowa, tworząca niską, gęstą darń do 10 cm wysokości.
ŁodygaPłożąca się lub wzniesiona, o długości 5–15 cm.
LiścieGrube, równowąskie, wałeczkowate z wyrostkiem u nasady liści. Ulistnienie gęste, liście wyrastają zwykle w 5–6 regularnych rzędach. Wiosną mają brunatne zabarwienie, potem są jasnozielone.
KwiatyŻółte, zebrane w kilkukwiatowe podbaldachy na szczytach pędów. Płatki korony prawie poziomo odstające, wąskolancetowate o długości do 6 mm. Działki kielicha 2–3 razy krótsze od płatków korony.
OwocNiemal pionowo rozchylone torebki o długości 3–4 mm, nasiona drobnobrodawkowane.
Gatunki podobneRozchodnik ostry. Ma nieco inne liście: krótko i szerokojajowate, o zaokrąglonej nasadzie i końcach zwężających się od nasady do wierzchołka. Brak wyrostka u nasady liści, ulistnienie rzadsze. Ma ostry smak.

## Biologia i ekologia
Bylina, chamefit. Kwitnie od czerwca do sierpnia. Bardzo dobra roślina miododajna. W okresie kwitnienia jest bardzo licznie odwiedzany przez pszczoły. Rośnie na murach, nasypach kolejowych, skałach, wydmach piaszczystych, na glebach suchych, kamienistych, chętnie z zawartością wapnia. W odróżnieniu od rozchodnika ostrego nie ma ostrego smaku. W klasyfikacji zbiorowisk roślinnych gatunek charakterystyczny dla Cl. Koelerio-Corynephoretea i Ass. Corynephoro-Silenetum tataricae. Liczba chromosomw 2n =74- 108.

## Zastosowanie i uprawa
- Roślina ozdobna. Nadaje się do ogrodów skalnych oraz do ogrodów naturalistycznych. W miejscach słonecznych i suchych rozchodnik ten może być użyty zamiast trawy do zazielenienia mniejszych powierzchni jako roślina okrywowa.
- Uprawa. Najlepiej rozmnażać go poprzez sadzonki, można też poprzez nasiona. Rozsadzać można go przez cały rok. W ogródku zwykle sam się nasiewa. Nie ma specjalnych wymagań co do gleby, wymaga natomiast stanowiska słonecznego. Jako sukulent dobrze znosi suszę. Jest całkowicie mrozoodporny.